# 菊池泉
菊池泉（日语：菊池 いづみ，1969年1月1日—）是一名日本女性配音員。81 Produce所屬。出身於神奈川縣。O型血。

## 演出作品
粗體字表示說明飾演的主要角色。

### 電視動畫
年份不詳
- 哈姆太郎（佐知子、瑪莉、母鹿）
- 發現·體驗·我喜歡巧虎！
- 橘子醬男孩（マユ）

1995年
- 咕嚕咕嚕魔法陣（希爾基）
- 宇宙小毛球（天野空夫的母親〈代替〉、小毛球的母親、瑪莉可）

1996年
- 爆走兄弟Let's & Go!!（小孩）

1997年
- BURN-UP EXCESS（女主播）

1998年
- 小紅豆（美娜）
- 虹之戰記伊莉絲（日语：虹の戦記イリス）（女客人）

2001年
- （米爾翠、朱莉斯）

2002年
- 魔法咪路咪路（莎莉雅、美美、奇亞龍、烏鴉）

2003年
- 冒險遊記Pluster World（王妃）
- 魔法咪路咪路 Golden（莎莉雅、美美）

2004年
- 陽光伴我行。 (第2期)（日语：まっすぐにいこう。）（瑪丹）
- 馳風競艇王（日语：モンキーターン (漫画)）（波多野法子、播報員）
- 馳風競艇王V（波多野法子、播報員）
- 魔法咪路咪路 Wonderful（莎莉雅、美美）

2005年
- 魔法咪路咪路 Charming（莎莉雅、美美）

2006年
- 後天的方向。（磯貝由香）
- 銀魂（春江）[注 1]
- 南瓜剪刀（女主人）
- MÄR 魔兵傳奇（莉莉絲的母親）

2007年
- 帝托拉傳奇（梅琳）
- 蔬菜的妖精 N.Y.SALAD（日语：やさいのようせい N.Y.SALAD）

2008年
- 銀魂（母親）
- 骷髅13（八百屋的女主人）
- 楚楚可憐超能少女組（幸代）

### OVA
年份不詳
- 伊藤潤二 恐怖漫畫Collection 富江（母親）

1993年
- 特搜戰車隊DOMINION（日语：ドミニオン (漫画)）
- 裝甲兵天使（日语：モルダイバー）（小百合）

1995年
- 精靈使（日语：精霊使い）（親友）
- 真·女神轉生 東京默示錄（澤田愛）

1999年
- 同級生2 Special 卒業生（安田愛美）

2001年
- 瑪琳與大和 不可思議的星期日（老奶奶）

2005年
- 黑之斷章（日语：涼崎探偵事務所ファイル）（瀨尾直美）

### 電影動畫
2010年
- 劇場版 爆旋陀螺：鋼鐵戰魂 VS 太陽灼熱的侵略者（新聞主播）

### 遊戲
1993年
- （霧隱忍）

1994年
- Basted（日语：バステッド (ゲーム)）（萊莎）[注 2]

1997年
- 同級生2（南川洋子）[注 3]

2001年
- 妹妹公主

2003年
- 魔法咪路咪路 對戰魔法球

2005年
- 魔法咪路咪路 心跳回憶大恐慌

### 外語配音
※作品依英文名稱及英文原名排序。

#### 電影
- 瀟灑有情天
- 凸搥特派員
- 銀線風暴（英语：Money Train） ※富士電視台版。
- 致命砍人節（英语：Valentine (film)）（Lily Voight〈Jessica Cauffiel 飾演〉）

#### 電視影集
- 鐵證懸案 (第6季)
- 金剛戰士系列
  - 金剛戰士（果之吧的客人、化裝派對的客人）
  - 金剛戰士 Turbo（Nico）

#### 動畫
- 建築師巴布（Barbara Bentley）
- 忍者龜 (1987年東京電視台版)（受理人員）
- Class of 3000（英语：Class of 3000）（Tamika Jones）
- 阿德日記（英语：Doug (TV series)）（Newbury老師）

### 特攝影集
2002年
- 假面騎士龍騎（萬兆羚羊的配音）

## 腳註

### 來源
1. 1 2 3  . 81 Produce.   [2016-08-10]. （原始内容存档于2018-08-10） （日语）.

## 外部連結
- 81 Produce公式官網的聲優簡介 （页面存档备份，存于） （日語）